# Украјинци у Републици Српској
Украјинци у Републици Српској (укр. Українці в Республіці Сербській) су грађани украјинског поријекла и украјинске етничке припадности који живе и раде на територији Републике Српске. Украјинци представљају најбројнију националну мањину на територији Републике Српске. Њихова историја на овим просторима траје од доласка аустроугарске окупационе власти 1878. године, када прве украјинске породице из западне Галиције, данашње Украјине насељавају подручја прњаворске, лакташке, челиначке, дервентске и сусједних општина. Са собом су донијели своју културу, обичаје, традицију и језик који су се и данас задржали у Српској. Данас је присуство украјинске националне мањине најпримјетније на територији општине Прњавор, гдје у насељеном мјесту Насеобина Хрваћани, од укупног броја становништва, Украјинци чине већину. Поред овог насеља Украјинци су већинско становништво у челиначком насељеном мјесту Дубрава Нова и лакташком насељу Деветина. Највећи број Украјинаца у Српској је гркокатоличке вјероисповијести, док је веома мали број православаца. Саборни храм гркокатоличких вјерника је храм Христа Царја у Бањој Луци.
Већи број припадника украјинског народа се током Одбрамбено-отаџбинског рата борио у редовима Војске Републике Српске. Неки од ових Украјинаца су били из Републике Српске, док је одређен број дошао из Украјине. Украјинци из приједорске регије су током Одбрамбено-отаџбинског рата активно учествовали у одбрани Републике Српске. Борили су се у саставу већег броја јединица 1. крајишког корпуса, док је одређен број њих положио животе у одбрани Републике Српске.
Трнопоље је средиште украјинске културе у Српској. Ту живи и највише припадника ове националне мањине, око три стотине. У основној школи, учи се факултативно и украјински језик. Од свих националних мањина у Републици Српској, Украјинци су се највише интегрисали у друштво иако су и даље чувари свог идентитета. Матерњи језик углавном знају сви Украјинци, јер се говори у породици, цркви и удружењима који раде на очувању идентитета. Највећа симболика овог насељеног мјеста које представља средиште украјинског народа у Српској, јесте његов назив. Назив насељеног мјеста Трнопоље, настао је након доласка Украјинаца на ове просторе. Град из ког су дошли се зове Тернопољ, и налази се у Тернопољској области на територији западне Украјине.
Украјинци су једна од седамнаест службених националних мањина у Републици Српској, а њихове интересе заступају представници и делегати у Вијећу народа Републике Српске, Савјету националних мањина и Савезу националних мањина. Делегати из Вијећа народа се распоређују у радна тијела, Савјет националних мањина бира предсједника, потпредсједника и секретара, док Савез националних мањина бира предсједника, потпредсједника и Координационо тијело, које 2016. године замјењује Управни одбор. Украјинци су учествовали у оснивању Савеза националних мањина, а до сада су имали делегате у два сазива Вијећа народа, три пута су обнашали дужност предсједника Савеза националних мањина, док мјесто предсједника Савјета националних мањина до сада нису обнашали.

## Историјат
Украјинци представљају веома бројну националну мањину у Српској. Украјинци који живе у Српској данас су углавном насељени на подручју Бање Луке, Прњавора, Козарца, Трнопоља, Дервенте, Лакташа, Градишке и Српца. У крајеве данашње Српске долазе крајем 19. и почетком 20. вијека из Западне Галиције, данашње Украјине. У периоду након потписивања Берлинског конгреса, а аустроугарске окупације ових простора почиње пресељење Украјинаца на просторе данашње Српске. То пресељење одвијало се у три велика таласа све до почетка Другог свјетског рата.
Главни административни центар украјинске колонизације био је Прњавор, који је касније постао центар окупљања расељених породица. Досељавање у Општину Прњавор је почело 1890. године, а масовније око 1900. године. То су били Украјинци из Галиције, претежно из општина Тлумач, Броди, Тернопиљ, Рогатин, Бучач и Рава Руска. Неколико породица стигло је из Карпатске Рутеније. Бања Лука као културни, образовни и привредни центар, већ од 1900. године постаје значајно средиште Украјинаца учесталим досељавањем из других колонија.
Украјинци се на ове просторе пресељавају из западних крајева данашње Украјине, тачније покрајине Халичина (укр. Галичина), која се у српском језику преводи као Галиција па одатле и назив Галцијани за новопридошле становнике. Централно мјесто пресељења било је село под називом Насеобина Лишња, Котар Прњавор данашња Општина Прњавор. Котар Прњавор пописом из 1921. године има нешто више од 48.000 становника, од тога више од 17.000 припадника националних мањина: Пољака, Украјинаца, Италијана, Мађара, Руса, Јевреја, Словака, Турака, Рома, Румуна, и тада па до данас с правом носи назив Мала Европа или Европа у малом. Из Насеобине Лишња Украјинци се селе у Бању Луку, Прњавор, Србац, Лакташе, Стару Дубраву, Козарац код Приједора и Градишку.
Дневне новине „Време” у чланку из 15. јануара 1939. доносе причу о украјинском селу Деветина у прњаворском срезу гдје се говори о животу Украјинаца и градњи школе и цркве. Управо током 1939. године Украјинци су у селу Деветина подигли своју основну школу и гркокатоличку цркву. Даље се наводи да овдашњи Украјинци у свом селу поред ових објеката имају читаоницу и мјешовити хор. Бавећи се у највећој мјери пољопривредом, Украјинци су у Деветини основали и Сељачку кредитну и привредну задругу којом руководи одбор у сарадњи са локалним парохом. У чланку се поред овога наводи да досељени Украјинци попут осталих крајинских досељеника живе миран живот у изузетно добрим односима са старосједиоцима.
Уочи Другог свјетског рата у данашњој Босни и Херцеговини је било око 12.000 Украјинаца. Претпоставља се да је број Украјинаца у односу на 1991, када их је било око 7.500 преполовљен, те да их данас има свега 3 хиљаде. У Деветини (украјинско село у општини Лакташи) радила је украјинска школа „Тарас Шевченко”. У близини цркве у Прњавору, 1990. године отворен је и највећи центар Украјинаца у тадашњој БиХ.
Поводом обиљежавања стоте годишњице украјинског просветитељства на овим просторима у Насеобини Лишња 2008. године је подигнут споменик првој украјинској читаоници и школи на Балкану. Украјинци су вјерни чувари украјинског идентитета у многим сегментима. Украјински језик углавном знају сви Украјинци и он се говори у породици, цркви и у украјинским удружењима које раде на чувању идентитета. У Деветини, селу близу Лакташа, сачуване су прве украјинске куће покривене сламом. Оне се чувају као дио историјске баштине. Украјинска ношња присутна је у свакој фамилији подједнако као и Кобзар, најпознатија збирка поезије најпревођенијег украјинског пјесника Тараса Шевченка. Занимљиво је да су очувању свог културног идентитета допринијели сами Украјинци јер су везе с матицом до скоро биле ријетке, готово нису ни постојале. Породица, Црква и удружења – културно умјетничка друштва, поред вјерске, одиграли су и друштвену улогу, посебно код младих код којих је изражен украјински идентитет. Вјерски обреди се обављају на украјинском језику. Црква и удружења су та која их окупља и организује разна дружења гдје се изводе познате украјинске игре и пјесме. Брине се и о информативној дјелатности те се добављају штампа и литература на украјинском језику како матерњи језик не би пао у заборав, а повремено се штампају гласила Украјинаца са ових простора. Према црквеним подацима Украјинци су се престали досељавати око 1935. године на просторе Српске.
У Поткозарском региону Републике Српске, највећи број Украјинаца живи у селу Трнопоље код Приједора. По свијету је расељено 20 милиона Украјинаца, а у Републици Српској живи око 3.000 припадника ове националне мањине, у десет парохија. У приједорском Трнопољу живи 350 Украјинаца.

## Религија
Украјинци у матичној земљи, као и широм свијета су православне вјероисповијести, док је мали број гркокатолика. Украјинци у Републици Српској, било гркокатолици или православци прослављају све празнике који у њиховој религији и традицији имају велики значај. Посебно мјесто заузимају Божић и Васкрс. Украјинци специфично славе Васкрс. Припремају се великим предваскршњим постом који је карактеристичан за њихов народ. За прославу празника послије литургије благосиљају васкршња јела која су типична само за Украјинце. Украјинци традиционално у великом броју прослављају Никољдан, док Божић прослављају 7. јануара. У Српској постоји већи број објеката у којима своје вјерске обреде врше припадници украјинског народа. Украјинци су веома побожни, тако да претежно насељавају мјеста близу својих вјерских објеката.

### Гркокатолици
Украјинци у Републици Српској су већином гркокатолици, процентуално њих 98%, док их је свега 2% православне вјероисповијести који су смјештени у Хрваћанима. Прва гркокатоличка парохија основана је у Прњавору 1897, а црква је изграђена 1912. године. Затим су почеле да се оснивају парохије у Деветини 1900, Старој Дубрави 1906, Дервенти 1907, Бањој Луци и Козарцу 1910. године.
Током јуна мјесеца 2012. године у службеној посјети Српској, боравио је владика Јосиф Милиан из Украјинске гркокатоличке цркве, помоћник Кијевске архиепископије.
У Српској постоји већи број вјерских објеката гркокатолика, док се централна катедрална црква Христа Царја налази у Бањој Луци, при парохији Христа Царја формираној 1917. године. Ова црква је сједиште парохије, a u народу је позната као плава црква и спада у ред најљепших вјерских објеката у Бањој Луци. Посебно мјесто на мапи украјинских гркокатоличких вјерских објеката заузима Црква Успенија Пресвете Богородице у Деветини која је данас за Украјинце најважније духовно средиште и главно ходочасничко мјесто за све Украјинце бивше Југославије Црква Пресвете Еухаристије у Трнопољу представља саборни храм Босанско-херцеговачког викаријата Крижевачке епархије. Прва украјинска гркокатоличка црква на Балкану је изграђена у Прњавору 1910. године.
Украјинска гркокатоличка црква тренутно на територији Српске има десет парохија са 19 храмова и капела. Ових десет парохија улазе у састав Гркокатоличког викаријата у Босни и Херцеговини у којем дјелује седам свештеника. На територији Викаријата дјелују и монахиње Василијанке и Служебнице, а босанскохерцеговачки Викаријат је у саставу Крижевачке епархије која у себи окупља вјернике гркокатолике Хрватске, Словеније и Босне и Херцеговине. Крижевачка епархија Гркокатоличкe црквe у Хрватској, Словенији, Босни и Херцеговини и Србији се састоји од неколико црквених управних тијела, од којих је један Босанско-херцеговачки викаријат са сједиштем у Трнопољу, под чију јурисдикцију улазе све гркокатоличке парохије у Републици Српској.
Гркокатолички Украјинци, своје вјерске обреде обављају у:
- Украјинској гркокатоличкој цркви Христа Царја[23], у Бања Луци,
- Цркви Пресвете Еухаристије[24] у Трнопољу,
- Цркви Преображења Господњег[25] у Прњавору,
- Капели Светог Јована Богослова[26] у Брезику,
- Капели Светих апостола Кирила и Методија[27] у Бошковићима,
- Цркви Светог Великомученика Димитрија[28] у Гајеви,
- Цркви Христа Царја[29] у Детлаку,
- Цркви Успенија Пресвете Богородице[30] у Деветини,
- Црква Рождества Пресвете Богородице[31] у Јаблану,
- Цркви Покрова Пресвете Богородице[32] у Хрваћанима 1,
- Капели Покрова Пресвете Богородице[33] у Марићки,
- Капели покрова Пресвете Богородице[34] у Доњим Срђевићима,
- Цркви успења Пресвете Богородице[35] у Селишту,
- Цркви Светог Арханђела Михаила[36] у Старој Дубрави,
- Цркви Светог свештеномученика Јосафата[37] у Церовљанима,
- Цркви Светих Апостола Петра и Павла[38] у Лишњи,
- Цркви Рожденства Пресвете Богородице[39] у Брђанима,
- Цркви Светог Пророка Илије[40] у Ресавцу,
- Цркви Успенија Пресвете Богородице[41] у Дервенти.

### Православци
Мали број Украјинаца у Републици Српској, тек њих око 2% су православне вјероисповијести и вјерници су Украјинске православне цркве у саставу Руске православне цркве. Велики број припадника украјинског народа, је у времену постојања Краљевине Срба, Хрвата и Словенаца, прешао у православље под окриље Руске православне цркве. Украјински православци у Републици Српској, живе у насељу Хрваћани. У Прњавору је 1937. године саграђен Украјински православни манастир који је због дотрајалости срушен 1968. године. Овај руско-украјински православни манастир Покрова Пресвете Богородице изграђен је између два рата, а у њему су православне монахиње, прогнане из Русије нашле своје уточиште и основале дом за сирочад. На територији Републике Српске постоји само једна парохија православне украјинске цркве, а то је Парохија православних Украјинаца у Хрваћанима са једном црквом.
Православни Украјинци своје вјерске обреде обављају у украјинско-руској православној Цркви Покрова пресвете Богородице, која се налази у насељу Дабрак које је дио насељеног мјеста Хрваћани. Православни Украјинци обиљежавају 28. јула посебан празник, јер се управо тога дана прославља Свети Владимир Кијевски кнез руски, и кнегиња Олга што је уједно и храмовна слава једине парохије православних Украјинаца у Републици Српској. Након изградње Српско-руског храма у Бањалуци, који ће бити подигнут у знак захвалности руском императору Николају Другом православни Украјинци ће добити још један вјерски објекат који ће бити под окриљем Московске патријаршије.
Православни Украјинци су 2022. године на празник Светог кнеза Владимира и кнегиње Олге прославили значајан јубијел, сто година постојања православне украјинске парохије на овим просторима. Храм Покрова пресвете Богородице и њему припадајућа парохија православних Украјинаца специфична је по томе што представља једину парохију православних украјинаца у ширем региону.

## Култура
Можда највећу заслугу у очувању језика, културе и традиције украјинског народа имала су, и данас имају, културно-просвјетна друштва. Најстарије украјинско удружење на територији данашње Републике Српске је културно просвјетно удружење Украјинаца „Тарас Шевченко“ из Прњавора које је активно више од сто година. Првобитни назив му је био „Просвјета“, а послије Другог свјетског рата мијења назив у име „Тарас Шевченко“ по имену великог украјинског пјесника, сликара и револуционара, чија су дјела преведена на више од 160 језика. Најзначајнији догађај за украјински народ у Републици Српској је вишедеценијско и успјешно одржавање Смотре украјинског културно-умјетничког стваралаштва „Червона калена“ (Црвена Калина) у организацији културно-просвјетног удружење Украјинаца „Тарас Шевченко“ Бања Лука које успјешно ради на његовању и очувању културних вриједности и традиције украјинског народа обогаћујући самим тим културну баштину Бања Луке и Републике Српске. Традиционална међународна Смотра украјинског културно-умјетничког стваралаштва „Червона калена“ се сваке године одржава у селу Деветина, Општина Лакташи. Поред овог фестивала, културно-просвјетно удружење Украјинаца из Бање Луке традиционално пред крај календарске године, организује манифестацију Украјинско културно-забавно вече „Украјински бал“.
Украјински гркокатолички духовни центар у Прњавору представља установу културе гдје се данас изводе разни забавни и едукативни програми, те курсеви украјинског језика током читаве године. Осим тога, у истом комплексу смјештена је и библиотека украјинске литературе и украјински етно-монографски-историјски музеј у коме су смјештене алатке које Украјинци доносе са собом насељавајући територију данашње Републике Српске.
У Основној школи „Бранко Ћопић” у Прњавору ученици украјинске националности могу учити украјински језик. У селу Деветина код Лакташа, гдје живи већи број Украјинаца, украјински језик је и данас сачуван. Украјинци у Деветини, када су само Украјинци у друштву, говоре својим матерњим украјинским језиком. Украјинско удружење "Златни клас" из Прњавора је током 2018. године издало књигу „Пјесмом сачувати од заборава”, писану на украјинском и српском језику. У књизи су наведене пјесме које су преци прњаворских Украјинаца донијели на ове просторе.
Један од значајних догађаја за украјинску заједницу у Републици Српској јесте обиљежавање Голодомора. Савез украјинских удружења и организација, те Културно-просвјетно удружење „Тарас Шевченко” из Бање Луке сваке године обиљежавају годишњицу националне трагедије украјинског народа. Голодомор је раздобље у украјинској историји, у периоду од 1932. до 1933. године, када је глађу уморено од седам до десет милиона Украјинаца.
Национална кухиња украјинског народа је општеприсутна у Републици Српској код Украјинаца. Једно од најпознатијих јела је Боршч, национално јело Русије, Украјине, Молдавије, Румуније и Пољске, које се спрема за све културно-просвјетне догађаје који су у организацији украјинског народа.
Значајан појам у украјинској етнографији јесте „Веселка”. На украјинском језику ова ријеч значи дуга, а карактерише народну ношњу украјинског народа, која је састављена из више дијелова тканине различитих боја.
У суботу 22. фебруара 2020. године у просторијама Културног центра у Градишци одржано је „Вече украјинске пјесме”. Оваква манифестација се у Градишци организује по први пут и представља увод у обиљежавање јубилеја 130 година од доласка Украјинаца на подручје земаља бивше Југославије. У програму, осим домаћина, учествовала су украјинска културно-умјетничка друштва „Тарас Шевченко“ из Бањалуке, „Козак“ из Приједора, „Златни клас“ из Прњавора, друштва из Сремске Митровице, Куле, Загреба и Липовљана.
У Насеобини Лишња је 2008. године откривен споменик у облику велике камене књиге, посвећен првој украјинској библиотеци на Балкану, која је 1908. године отворена баш у овом селу.

## Удружења
У Републици Српској, постоји већи број удружења, које окупља припаднике украјинског народа, као и поштоваоце украјинске, историје и културе. Сва активна украјинска друштва су чланови украјинске организације „Круто“ која координира заједничке активности друштава. Удружења су:
- Културно просвјетно удружење Украјинаца "Тарас Шевченко" Бања Лука
- Удружење Украјинаца „Козак“ Трнопоље Приједор
- Културно просвјетно друштво „Тарас Шевченко“ Прњавор
- Културно просвјетно удружење Украјинаца „Червона калена“ Насеобина Лишња
- Друштво „Иван Франко“ Насеобина Хрваћани
- Омладинско украјинско удружење „Украјина“ Прњавор
- Украјинска матица Републике Српске
- Удружење Украјинаца општине Градишка „Верховена“

## Распрострањеност
Пратећи број украјинског народа у цијелој Босни и Херцеговини кроз историју, што из службених државних пописа становништва, што преко података гркокатоличких парохија, долази се до закључка да се њихов број увелико смањио. Усљед свих ратова на овим просторима, као и лоше економске ситуације Украјинци и данас напуштају своја насеља и одлазе у Европу. Данас Украјинци живе искључиво на подручју Републике Српске, гдје насељавају подручје западне Српске, тачније територију Крајине, док се у веома малим бројевима могу наћи и у остатку земље.
По попису становништва 2013. у Босни и Херцеговини, а према подацима које је издао Републички завод за статистику, и који су једини валидни за Републику Српску, у Републици Српској је живјело 2.197 Украјинаца. У прњаворском насељеном мјесту Насеобина Хрваћани, представљају најбројнију етничку заједницу. Поред овог насеља, Украјинци су већинско становништво у челиначком насељеном мјесту Дубрава Нова и лакташком насељу Деветина. Иако не чине већину у Трнопољу код Приједора, украјинска национална мањина ово мјесто сматра средиштем украјинске културе у Републици Српској. Украјинци су најбројнија национална мањина у Републици Српској, а настањују сљедеће општине и градове:
| Украјинци, по општинама и градовима, према попису становништва 2013. у Републици Српској |            |
| јединица локалне самоуправе                                                              | укупно     |
| укупно                                                                                   | 2.197      |
| Бања Лука                                                                                | 408        |
| Брод                                                                                     | 1          |
| Брчко                                                                                    | 1          |
| Вишеград                                                                                 | 1          |
| Власеница                                                                                | 1          |
| Градишка                                                                                 | 109        |
| Дервента                                                                                 | 29         |
| Добој                                                                                    | 11         |
| Зворник                                                                                  | 4          |
| Источно Сарајево - Источна Илиџа - Источно Ново Сарајево - Пале - Соколац - Трново       | 10 5 1 2 1 |
| Котор Варош                                                                              | 1          |
| Лакташи                                                                                  | 232        |
| Лопаре                                                                                   | 1          |
| Модрича                                                                                  | 5          |
| Нови Град                                                                                | 2          |
| Приједор                                                                                 | 346        |
| Прњавор                                                                                  | 832        |
| Рибник                                                                                   | 1          |
| Рогатица                                                                                 | 1          |
| Србац                                                                                    | 132        |
| Теслић                                                                                   | 8          |
| Требиње                                                                                  | 4          |
| Челинац                                                                                  | 57         |
| Шипово                                                                                   | 1          |

Подаци о броју гркокатоличких вјерника украјинске националности у насељеним мјестима на територији данашње Републике Српске, према стању црквене јурисдикције гркокатоличких црквених епархија:
| Насељено мјесто | Подаци Гркокатоличке цркве 1933. | Подаци Гркокатоличке цркве 1940. |
| --------------- | -------------------------------- | -------------------------------- |
| Бања Лука       | 1.500                            | 700                              |
| Деветина        | 1.500                            | 1.500                            |
| Дервента        | 700                              | 1.550                            |
| Дубрава Стара   | 750                              | 895                              |
| Каменица        | 700                              | 750                              |
| Козарац         | 1.100                            | 1.150                            |
| Лепеница        | 700                              | 900                              |
| Лишња           | 650                              | 1.135                            |
| Прњавор         | 1.700                            |                                  |
| Церовљани       |                                  | 500                              |

## Значајне личности
- Мирослав Бобрек, члан Савјета националних мањина БиХ, из Републике Српске у трећем сазиву.[64]
- Бранислав Бороденко, официр Војске Републике Српске[65] и бригадир Оружаних снага БиХ.[66]
- Иван Брелак, оснивач првобитног удружења националних мањина Републике Српске под именом Координациони одбор националних мањина[67], оснивач Савеза националних мањина Републике Српске испред Украјинаца и члан првог сазива Координационог одбора Савеза националних мањина Републике Српске.[68]
- Бранко Декет, одборник у скупштини Општине Прњавор из реда националних мањина у три мандата.[69]
- Орељ Закаљук, парох украјинске гркокатоличке цркве у селу Деветина.[20]
- Михајло Јуриста, први парох украјинске гркокатоличке цркве у селу Деветина.[9]
- Олга Карајица, члан првог и другог сазива Савјета националних мањина Републике Српске.[70][71]
- Олга Кисил Куновац, бивша спортисткиња и професорка физичког васпитања, која је из Кијева дошла у Приједор.[72]
- Емилијан Ковч, свештеник који је на подручју Бањалуке и Козарца служио од 1912. до 1916. године, а који се касније вратио у Украјину, запамћен је по свом добром ставу према другим народима, поготово, јер је спасио многе Јевреје у граду Перемешљане, гдје је живио.[17]
- Михајло Креховски, официр Војске Републике Српске,[73] родом из Челинца.
- Мирослав Крњешин парох украјинске гркокатоличке цркве Христа Царја у Бања Луци и други викар обновљеног Босанско-херцеговачког викаријата Крижевачке епархије, са сједиштем у Трнопољу.[18][22][74]
- Дубравка Мацановић, делегат у четвртом сазиву Вијећа народа Републике Српске.[75]
- Виктор Павић, парох у најстаријој грко-католичкој цркви на Балкану у Церовљанима код Градишке.[76]
- Перица Прецеп, члан седмог сазива Координационог одбора Савеза националних мањина Републике Српске.[77]
- Васиљ Присташ, члан првог Управног одбора Савеза националних мањина Републике Српске.[78]
- Иван Прихода, делегат у другом сазиву Вијећа народа Републике Српске.[75]
- Славко Проћ, официр Војске Републике Српске, родом из Прњавора.[65]
- Андрија Сваток, члан Савјета националних мањина БиХ, из Републике Српске у првом сазиву[79] и предсједавајући у другом сазиву.[80]
- Јуриј Сињи пастор поријеклом из Украјине и узгајивач гусака и члан Удружења за узгој и заштиту ситних животиња „Голуб“ из Приједора.[81]
- Михал Стахнек, протоијереј ставрофор, парох украјинске грко-католичке парохије "Пресвете Еухаристије Козарац", први викар обновљеног Босанско-херцеговачког викаријата Крижевачке епархије, са сједиштем у Трнопољу.[22]
- Василије Стриљчек, (1892 - 1958) протосинђел и парох хрваћански, који је у украјинској православној цркви Покрова пресвете Богородце у Дабраку службовао читаву прву половину 20. вијека.[45]
- Јосиф Ступјак, Украјинац из Прњавора који је у Одбрамбено-отаџбинском рату погинуо као припадник Војске Републике Српске. Скупштина општине Прњавор је средином 2016. године донијела одлуку да неколико улица на подручју општине буде названо по јунацима који су дали живот за стварање Републике Српске. Једна од тих улица носи име Јосифа Ступјака.[82]
- Данијела Лешћен Тркуља, члан четвртог сазива Савјета националних мањина Републике Српске.[83] и члан другог Управног одбора Савеза националних мањина Републике Српске.[84]
- Томо Фигун, официр Војске Републике Српске, родом из Приједора.[65]
- Петар Фигурек, парох једине украјинске православне цркве у Републици Српској у насељу Дабрак, које је дио насељеног мјеста Хрваћани.[45]
- Стево Хаврељук, члан трећег сазива Савјета националних мањина Републике Српске,[85] члан трећег,[70] четвртог,[86] петог,[87] и шестог[88] сазива Координационог одбора Савеза националних мањина Републике Српске и предсједник Савеза националних мањина Републике Српске у три мандата.
- Ана Хемон, члан првог сазива Савјета националних мањина Републике Српске.[70]
- Александар Чорни, члан другог сазива Координационог одбора Савеза националних мањина Републике Српске.[89]
- Ведран Шевчук, фотограф,[90] родом из Бањалуке.[91]
- Леонтиј Шевчук, сликар[92] и официр Војске Републике Српске,[73] родом из Бањалуке.[93]